# Mamuša
Mamuša (albanska: Mamushë med böjningsformen Mamusha; serbiska: Мамуша, Mamuša) är en kommunhuvudort i Kosovo. Den ligger i den sydvästra delen av landet, 50 km sydväst om huvudstaden Priština. Mamuša ligger 333 meter över havet och antalet invånare är 5 507.
Terrängen runt Mamuša är platt västerut, men österut är den kuperad. Runt Mamuša är det ganska tätbefolkat, med 222 invånare per kvadratkilometer. Närmaste större samhälle är Suva Reka, 8,6 km öster om Mamuša. Trakten runt Mamuša består till största delen av jordbruksmark.